# توت مرمری
توت مَرمَری (نام علمی: Pollia condensata), گیاهی است علفی و چندساله با ساقه‌های دستک‌دار، که میوه آن آبی فلزی، سفت، خشک، گرد و براق می‌باشد. این گیاه در مناطق جنگلی آفریقا یافت می‍شود. رنگ آبی میوه که در اثر رنگ‌آمیزی ساختاری ایجاد شده، شدیدترین نوع در بین مواد زیستی شناخته شده است.

## توضیحات
این گیاه در اصل از آنگولا در جنوب آفریقا توصیف شد. دارای برگ‌های بلند، باریک، هموار و گل‌های صورتی کمرنگ یا مایل به سفید روی ساقه‌ای به بلندی ۶۰ سانتی‌متر است. قطر کپسول میوه حدود ۴ میلی‌متر است.

## رنگ‌آمیزی ساختاری
سطح میوه توت مرمری دارای پوستک مخصوصاً صاف و شفاف است که نور را مانند آینه منعکس می‌کند (بازتاب منظم). در زیر این سطح براق لایه خاصی از سلول‌ها قرار دارد که دارای ریزساختاری استادانه اما بدون رنگدانه است که عملکرد آنها بازتاب نور در یک محدوده باریک از طول موج است. این رنگ‌آمیزی ساختاری با بازتاب قانون براگ از میکروالیاف سلولزی که به‌صورت پیچوار بر روی هم و در دیواره‌های این سلول‌ها قرار گرفته‌اند ایجاد می‌شود. طول موج منعکس شده به ارتفاع پشته بستگی دارد که از سلول به سلول دیگر متفاوت است. تنوع در ارتفاع پشته باعث می‌شود تا نور کلی بیشتری منعکس شود و این باعث افزایش بیشتر ظاهر براق می‌شود، اما باعث می‌شود میوه تا حدی پیکسلی به نظر برسد.

ساختار پیچوار علاوه بر اینکه نور یک طول موج خاص را منعکس می‌کند، باعث می‌شود که نور طول موج‌های دیگر نیز اصلاح شود تا طول موج قبل از انعکاس در محدوده باریکی همگرا شود، که برای تقویت نور در آن طول موج خاص عمل می‌کند. این فرایند تداخل سازنده، شدیدترین رنگ را در بین موجودات زنده ایجاد می‌کند. بازتاب کلی حدود ۳۰٪ آینه شیشه‌ای نقره‌ای است و بالاترین میزان در بین مواد زیستی شناخته شده است. رنگ‌آمیزی شدید با وجود نداشتن ارزش خوراکی، میوه را برای برخی پرندگان جذاب می‌کند. پرندگان گاهی لانه خود را با توت مرمری تزئین می‌کنند که در دراز مدت به پراکندگی بذر کمک می‌کند.
به گفته اولریش اشتاینر، دانشمند مواد که رهبری تیم تحقیق اصلی در مورد رنگ ساختاری در گیاهان را بر عهده داشت، رنگ‌های ساختاری نه توسط رنگدانه‌هایی که نور را جذب می‌کنند ایجاد می‌شود، بلکه نحوه چیدمان مواد شفاف بر روی سطح یک ماده عامل آن می‌باشد … نور از رابط بازمی‌گردد … بین هر یک از این لایه‌ها … هرچه لایه‌های بیشتری را روی هم قرار دهید، رنگ بهتر تعریف شده است. درخشندگی و خلوص رنگی که در میوه می‌بینیم از این واقعیت ناشی می‌شود که لایه‌های بسیار زیادی به یکدیگر افزوده می‌شوند تا این خصوصیات بازتابی بسیار قوی و فقط یک طول موج را تولید کنند. … این میوه یکی از اولین نمونه‌های شناخته شده در گیاهان است. ما آن را با برخی از رنگ‌های ساختاری دیگر مانند بال پروانه مورفو مقایسه کردیم … این قویتر است.